# Долгий, Юрий Филиппович
Юрий Филиппович Долгий (2 августа 1947, Вставское) — доктор физико-математических наук, профессор, доцент, автор более 100 научных работ.
В 1970 году окончил Уральский государственный университет по специальности «Механика», в дальнейшем стал работать на кафедре теоретической механики математико-механического факультета университета. Прочитал курсы по теоретической механике, дифференциальным уравнениям, теории устойчивости движений, теории нелинейных колебаний и теории автоматического регулирования.

## Биография
Родился 2 августа 1947 года в Вставском Омской области.
В 1970 году окончил УрГУ по специальности «Механика», в дальнейшем стал работать на кафедре теоретической механики математико-механического факультета университета. Прочитал курсы по теоретической механике, дифференциальным уравнениям, теории устойчивости движений, теории нелинейных колебаний и теории автоматического регулирования.
Юрий Филиппович принадлежит к научной школе профессора С. Н. Шиманова. Его областью научных интересов является качественная теория дифференциальных уравнений с последействием. Основные научные результаты связаны с развитием первого метода Ляпунова и метода бифуркаций при исследовании устойчивости периодических движений. Является автором более 100 научных работ, подготовил шесть кандидатов наук. Удостоен первой премии УрГУ в 1996 году за цикл научных работ по теории устойчивости периодических движений динамических систем с последействием. Почетный работник высшего профессионального образования Российской Федерации с 2003 года.

## Основные труды
- Dolgii, Yu. F.; Surkov, P. G. A variational approach towards solving an ill-posed Cauchy problem for a functional-differential equation. (English) Zbl 1364.34092 Funkc. Ekvacioj, Ser. Int. 59, No. 2, 157—183 (2016). MSC: 34K06 47A52 58E50
- Dolgii, Yurii F.; Surkov, Platon G. Ill-posed problem of reconstruction of the population size in the Hutchinson-Wright equation. (English) Zbl 06920136 Ural Math. J. 1, No. 1, 30-44 (2015). MSC: 34 65
- Dolgii, Yu. F.; Koshkin, E. V. Stabilization of periodic systems with aftereffect by finite-dimensional approximations. (English. Russian original) Zbl 1317.93210 Russ. Math. 59, No. 1, 24-38 (2015); translation from Izv. Vyssh. Uchebn. Zaved., Mat. 2015, No. 1, 29-45 (2015). MSC: 93D15 93C15 34C26
- Dolgii, Yu. F.; Surkov, P. G. Asymptotics of regularized solutions of an ill-posed Cauchy problem for an autonomous linear system of differential equations with commensurable delays. (English. Russian original) Zbl 1376.34060 Proc. Steklov Inst. Math. 287, Suppl. 1, S55-S67 (2014); translation from Tr. Inst. Mat. Mekh. (Ekaterinburg) 19, No. 4, 107—118 (2013). MSC: 34K05 34K06
- Dolgii, Yu. F.; Bykov, D. S. Linear functional differential equations in space with unindefinite metric. (Russian. English summary) Zbl 1305.34107 Izv. Inst. Mat. Inform., Udmurt. Gos. Univ. 2012, No. 1(39), 48-49 (2012). MSC: 34K06 34K20
- Bykov, D. S.; Dolgii, Yu. F. Approximating characteristic equations for autonomous systems of differential equations with aftereffect. (English. Russian original) Zbl 1235.34177 Russ. Math. 55, No. 1, 7-18 (2011); translation from Izv. Vyssh. Uchebn. Zaved., Mat. 2011, No. 1, 10-23 (2011). Reviewer: Wing-Sum Cheung (Hong Kong) MSC: 34K08 34K06
- Dolgii, Yu. F.; Surkov, P. G. Asymptotics of regularized solutions of a linear nonautonomous system of advanced differential equations. (English. Russian original) Zbl 1215.34073 Differ. Equ. 46, No. 4, 470—488 (2010); translation from Differ. Uravn. 46, No. 4, 467—485 (2010). Reviewer: Hong Zhang (Zhenjiang) MSC: 34K06 34K25
- Dolgii, Yu. F.; Nidchenko, S. N. Analysis of a mathematical predator-prey model with delay. (English. Russian original) Zbl 1181.34087 Differ. Equ. 44, No. 6, 861—865 (2008); translation from Differ. Uravn. 44, No. 6, 837—840 (2008). Reviewer: Klaus R. Schneider (Berlin) MSC: 34K60 34K13 92D25
- Dolgii, Yu. F.; Kukushkina, E. V. Construction of the approximate characteristic equations for autonomous systems of functional-difference equations. (English) Zbl 1148.34051 Funct. Differ. Equ. 15, No. 3-4, 183—198 (2008). MSC: 34K20 34K06 34K28
- Dolgii, Yu. F.; Ul’yanov, E. V. Singular numbers of the monodromy operator and sufficient conditions of the asymptotic stability of periodic system of differential equations with fixed delay. (English. Russian original) Zbl 1238.34138 Proc. Steklov Inst. Math. 259, Suppl. 2, S95-S110 (2007); translation from Tr. Inst. Mat. Mekh. (Ekaterinburg) 13, No. 2 (2007). MSC: 34K20 34K06
- Dolgii, Yu. F. Stabilization of linear autonomous systems of differential equations with distributed delay. (English. Russian original) Zbl 1146.93032 Autom. Remote Control 68, No. 10, 1813—1825 (2007); translation from Avtom. Telemekh. 2007, No. 10, 92-105 (2007). MSC: 93D15 93C15 93C05
- Dolgii, Yu. F.; Ul’yanov, E. V. Sufficient conditions for exponential stability of a periodic system with multiple delays. (Russian) Zbl 1196.34097 Izv. Ural. Gos. Univ. 44, Mat. Mekh. 9, 54-75 (2006). MSC: 34K20
- Dolgiĭ, Yu. F. Asymptotics of characteristic exponents for functional-differential equations. (Russian. English summary) Zbl 1191.34095 Izv. Ural. Gos. Univ. 46, Mat. Mekh. 10, 50-59 (2006). MSC: 34K25 34K06 34D08
- Dolgii, Yu. F. Application of self-adjoint boundary value problems to investigation of stability of periodic delay systems. (English) Zbl 1130.34049 Osipov, Yu. S. (ed.), Control, stability, and inverse problems of dynamics. Transl. from the Russian. Moscow: Maik Nauka/Interperiodica, Pleiades Publishing/distrib. by Springer. Proceedings of the Steklov Institute of Mathematics 2006, Suppl. 2, S16-S25 (2006). Reviewer: Ivan Ginchev (Varese) MSC: 34K20 34K06
- Dolgy, Yu. F.; Nidchenko, S. N. Stability of antisymmetric periodic solutions for differential equations with delay. (Russian. English summary) Zbl 1180.34074 Izv. Ural. Gos. Univ. 38, Mat. Mekh. 8, 50-68 (2005). MSC: 34K13 34K20
- Dolgii, Yu. F.; Zakharov, A. V. Periodic oscillations in conservative systems with a small delay. (English. Russian original) Zbl 1148.34325 Differ. Equ. 41, No. 10, 1367—1378 (2005); translation from Differ. Uravn. 41, No. 10, 1299—1309 (2005). Reviewer: Xinyu Song (Xinyang) MSC: 34K13 34D10
- Dolgii, Yu. F. Characteristic equation in the problem of asymptotic stability in periodic systems with aftereffect. (English) Zbl 1131.34318 Gusev, M. I. (ed.), Dynamical systems and control problems. Transl. from the Russian. Moscow: Maik Nauka/Interperiodica. Proceedings of the Steklov Institute of Mathematics 2005, Suppl. 1, S82-S94 (2005). Reviewer: Ivan Ginchev (Varese) MSC: 34K06 93D20 34K20
- Dolgii, Yu. F.; Nidchenko, S. N. A branching method for studying stability of a solution to a delay differential equation. (Russian, English) Zbl 1122.34046 Sib. Mat. Zh. 46, No. 6, 1288—1301 (2005); translation in Sib. Math. J. 46, No. 6, 1039—1049 (2005). MSC: 34K13 34K20 34K18 34C25
- Dolgiĭ, Yu. F. Shimanov’s method of auxiliary systems in the problem of constructing bifurcation equations. (Russian. English summary) Zbl 1179.34036 Izv. Ural. Gos. Univ. 26, Mat. Mekh. 5, 55-65, 191 (2003). MSC: 34C23 34C25 34K13 34K18
- Dolgii, Yu. F.; Zakharov, A. V. A delay effect upon periodic oscillations in a conservative system. (English) Zbl 1127.34342 Vasil’eva, E. V. (ed.), Fluid dynamics. Transl. from the Russian. Moscow: Maik Nauka/Interperiodica. Proceedings of the Steklov Institute of Mathematics 2003, Suppl. 2, S24-S44 (2003). MSC: 34K20 34K13
- Dolgiĭ, Yu. F.; Kukrushkina, E. V. The general form of solution of a linear nonstationary system of functional-difference equation. (English. Russian original) Zbl 1075.39009 Russ. Math. 47, No. 7, 25-33 (2003); translation from Izv. Vyssh. Uchebn. Zaved., Mat. 2003, No. 7, 27-34 (2003). MSC: 39A12 34K12
- Dolgiĭ, Yu. F.; Tarasyan, V. S. Conditions for finite-dimensionality of a monodromy operator for periodic sytems with aftereffect. (English. Russian original) Zbl 1086.34056 Russ. Math. 47, No. 4, 24-36 (2003); translation from Izv. Vyssh. Uchebn. Zaved., Mat. 2003, No. 4, 27-39 (2003). Reviewer: Rui Xu (Shijiazhuang) MSC: 34K06 47N20
- Dolgij, Yu. F.; Kukushkina, E. V. Representations of solutions of stationary functional-difference equations. (Russian. English summary) Zbl 1034.39015 Izv. Ural. Gos. Univ. 22, Mat. Mekh. 4, 62-80 (2002). MSC: 39B42 39B99
- Dolgiĭ, Yu. F.; Blizorukov, M. G. Dynamic systems in an economy with discrete time. (Russian) Zbl 1075.91600 Ehkon. Mat. Metody 38, No. 3, 94-106 (2002). MSC: 91B62
- Blizorukov, M. G.; Dolgij, Yu. F. Periodic solutions of a system of linear difference equations with continuous argument. (English. Russian original) Zbl 1033.39005 Differ. Equ. 37, No. 4, 568—577 (2001); translation from Differ. Uravn. 37, No. 4, 538—546 (2001). MSC: 39A11 39A10
- Dolgij, Yu. F.; Nikolaev, S. G. Stability of a periodic solution to a nonlinear delay differential equation. (English. Russian original) Zbl 0999.34071 Differ. Equ. 37, No. 5, 621—630 (2001); translation from Differ. Uravn. 37, No. 5, 592—600 (2001). Reviewer: Alexander Olegovich Ignatyev (Donetsk) MSC: 34K20 34K13
- Dolgij, Yu. F.; Tarasyan, V. S. Finite-dimensional monodromy operators for periodic systems of differential equations with aftereffect. (Russian. English summary) Zbl 0996.34051 Izv. Ural. Gos. Univ. 18, Mat. Mekh. 3, 67-83 (2000). Reviewer: Victor I.Tkachenko (Kyïv) MSC: 34K06 34M35 34K05
- Dolgii, Yu. F.; Nikolaev, S. G. On the stability of a periodic system of delay differential equations. (English. Russian original) Zbl 0997.34068 Differ. Equations 35, No. 10, 1346—1352 (1999); translation from Differ. Uravn. 35, No. 10, 1330—1336 (1999). Reviewer: Stieg Olof Londen (Espoo) MSC: 34K20 34K25 34K06
- Dolgiǐ, Yu. F. The characteristic equation for the stability problem of periodic systems with aftereffect. (Russian. English summary) Zbl 0978.34062 Izv. Ural. Gos. Univ. 10, Mat. Mekh. 1, 34-43 (1998). MSC: 34K20 34L05 34K30
- Dolgij, Yu. F.; Nikolaev, S. G. Instability of a periodic delay system. (English. Russian original) Zbl 0974.34073 Differ. Equations 34, No. 4, 463—468 (1998); translation from Differ. Uravn. 34, No. 4, 465—470 (1998). Reviewer: Valentin Chernyatin (Szczecin) MSC: 34K20 34K06
- Dolgij, Yu. F.; Plastinin, N. V. Asymptotics of eigenvalues of the monodromy operator for a differential equation of neutral type with periodic coefficients. (English. Russian original) Zbl 0901.34071 Differ. Equations 32, No. 11, 1554—1557 (1996); translation from Differ. Uravn. 32, No. 11, 1558—1560 (1996). Reviewer: V.Chernyatin (Szczecin) MSC: 34K25 34K40
- Dolgij, Yu. F. Infinite realizations of an «input-output» mapping with continuous time. (English. Russian original) Zbl 0857.93021 J. Comput. Syst. Sci. Int. 34, No. 1, 103—109 (1996); translation from Izv. Ross. Akad. Nauk, Tekh. Kibern. 1994, No. 4, 190—197 (1994). Reviewer: B.F.Šmarda (Brno) MSC: 93B15 93C25
- Dolgij, Yu. F. Asymptotics of eigenvalues of the monodromy operator for periodic differential equations with delay. (English. Russian original) Zbl 0836.34085 Russ. Math. 38, No. 11, 17-25 (1994); translation from Izv. Vyssh. Uchebn. Zaved., Mat. 1994, No. 11 (390), 20-28 (1994). Reviewer: W.Müller (Berlin) MSC: 34K25 34K13 34K20
- Dolgij, Yu. F. Representation of the monodromy operator as the sum of a finite- dimensional operator and a Volterra operator. (English. Russian original) Zbl 0836.34066 Russ. Acad. Sci., Dokl., Math. 49, No. 1, 43-46 (1994); translation from Dokl. Akad. Nauk, Ross. Akad. Nauk 334, No. 2, 138—140 (1994). Reviewer: J.Banaś (Rzeszów) MSC: 34K05 45D05 47B10 34L20
- Dolgij, Yu. F.; Putilova, E. N. Backward extension of solutions to a linear delay differential equation as an ill-posed problem. (English. Russian original) Zbl 0808.34071 Differ. Equations 29, No. 8, 1141—1146 (1993); translation from Differ. Uravn. 29, No. 8, 1317—1323 (1993). Reviewer: T.Dłotko (Katowice) MSC: 34K05
- Dolgij, Yu. F.; Kim, A. V. On the method of Lyapunov functionals for delay systems. (Russian) Zbl 0735.34060 Differ. Uravn. 27, No. 8, 1313—1318 (1991). Reviewer: S.G.Khristova (Plovdiv) MSC: 34K20
- Dolgij, Yu. F.; Plastinin, N. V. Asymptotics of eigenvalues of a monodromy operator for periodic systems of differential equations on neutral type with deviating arguments. (English. Russian original) Zbl 0778.34047 Differ. Equations 27, No. 9, 1088—1092 (1991); translation from Differ. Uravn. 27, No. 9, 1538—1543 (1991). MSC: 34K10 34L20 34K40
- Dolgij, Yu. F.; Plastinin, N. V. Asymptotic behavior of eigenvalues of the monodromy operator for periodic systems of differential equations with deviating argument of neutral type. (Russian) Zbl 0747.34036 Differ. Uravn. 27, No. 9, 1538—1543 (1991). Reviewer: R.R.Akhmerov (Novosibirsk) MSC: 34K10 34L20 34K40
- Dolgij, Yu. F.; Kim, A. V. Lyapunov-functional method for systems with after-affect. (English. Russian original) Zbl 0805.34067 Differ. Equations 27, No. 8, 918—922 (1991); translation from Differ. Uravn. 27, No. 8, 1313—1318 (1991). MSC: 34K20
- Dolgij, Yu. F. Spectral properties of an internal superposition operator. (English. Russian original) Zbl 0712.47055 Sov. Math. 32, No. 11, 105—108 (1988); translation from Izv. Vyssh. Uchebn. Zaved., Mat. 1988, No. 11(318), 66-69 (1988). MSC: 47H30 34G20
- Dolgij, Yu. F. Properties of a monodromy operator of a periodic differential equations system with deviating neutral-type argument. (English. Russian original) Zbl 0703.34078 Sov. Math. 32, No. 9, 30-40 (1988); translation from Izv. Vyssh. Uchebn. Zaved., Mat. 1988, No. 9(316), 23-29 (1988). Reviewer: A.Rodkina MSC: 34K99 34C25
- Dolgij, Yu. F. On spectral properties of the operator of internal superposition. (Russian) Zbl 0669.47040 Izv. Vyssh. Uchebn. Zaved., Mat. 1988, No. 11(318), 66-69 (1988). Reviewer: Shih-sen Chang MSC: 47H99
- Dolgij, Yu. F.; Shimanov, S. N. Influence of a small lag on stability of canonical systems of linear differential equations. (Russian) Zbl 0708.34072 Boundary value problems, Interuniv. Collect. sci. Works, Perm’, 31-38 (1987). MSC: 34K20 34A30
- Dolgij, Yu. F. The spectrum of the monodromy operator for a difference equation with continuous time. (Russian) Zbl 0621.39007 Ukr. Mat. Zh. 39, No. 2, 250—255 (1987). Reviewer: A.D.Mednych MSC: 39A70 47B39 47A10
- Dolgij, Yu. F.; Saszhina, S. D. Estimation of the exponential stability of systems with time-lag by the approximating-system method. (English. Russian original) Zbl 0634.34057 Differ. Equations 21, 1369—1373 (1985); translation from Differ. Uravn. 21, No. 12, 2046—2052 (1985). Reviewer: S.G.Hristova MSC: 34K20 34D05
- Dolgij, Yu. F. Stability of an equation of neutral type with variable time lag. (English. Russian original) Zbl 0585.34051 Differ. Equations 21, 995—1002 (1985); translation from Differ. Uravn. 21, No. 9, 1480—1489 (1985). Reviewer: L.Hatvani MSC: 34K20 34D05
- Dolgij, Yu. F. On the construction of the characteristic equation for differential equations with a piecewise constant lag. (Russian) Zbl 0473.34034 Stability and non-linear oscillations Work Collect., Sverdlovsk 1979, 35-41 (1979). MSC: 34K05 34K10 34B99
- Dolgii, Ju. F. Über die Konstruktion der charakteristischen Gleichung für ein System von Differentialgleichungen mit Retardierung. (Russian) Zbl 0367.34051 Izv. Vyssh. Uchebn. Zaved., Mat. 1977, No. 3, 9-19 (1977). MSC: 34K05
- Dolgij, Yu. F.; Shimanov, S. N. The stability of a differential-equation system with periodic delay. (English) Zbl 0306.34094 Differ. Equations 9(1973), 427—429 (1975). MSC: 34K20

## Публикации
- Дискретное операторное уравнение Риккати в задаче оптимальной стабилизации периодической линейной системы с последействием; Ю. Ф. Долгий, Р. И. Шевченко; Тр. ИММ УрО РАН, 23:4 (2017), 105—118;
- Уравнение Риккати для автономных линейных систем с неограниченным последействием; Ю. Ф. Долгий; Тр. ИММ УрО РАН, 22:2 (2016), 129—137;
- Использование конечномерных аппроксимаций в задаче стабилизации периодических систем с последействием; Ю. Ф. Долгий, Е. В. Кошкин; Изв. вузов. Матем., 2015, № 1, 29-45;
- Точные решения задачи оптимальной стабилизации для систем дифференциальных уравнений с последействием; Ю. Ф. Долгий; Тр. ИММ УрО РАН, 21:4 (2015), 124—135;
- Ill-posed problem of reconstruction of the population size in the hutchinson-wright equation; Yurii F. Dolgii, Platon G. Surkov; Ural Math. J., 1:1 (2015), 30-44;
- Линейно-квадратичная задача управления для систем дифференциальных уравнений с последействием; Ю. Ф. Долгий; Тр. ИММ УрО РАН, 20:3 (2014), 86-97;
- Асимптотика регуляризованных решений некорректной задачи Коши для автономной линейной системы дифференциальных уравнений с соизмеримыми запаздываниями; Ю. Ф. Долгий, П. Г. Сурков; Тр. ИММ УрО РАН, 19:4 (2013), 107—118;
- Вычисление квадратичных функционалов Ляпунова-Красовского для линейных автономных систем с последействием; Ю. Ф. Долгий; Тр. ИММ УрО РАН, 19:4 (2013), 95-106;
- Оптимальная стабилизация линейных периодических конечномерных систем дифференциальных уравнений с последействием; Ю. Ф. Долгий, Е. В. Кошкин; Тр. ИММ УрО РАН, 19:1 (2013), 87-98;
- Линейные функционально-дифференциальные уравнения в пространстве с неиндефинитной метрикой; Ю. Ф. Долгий, Д. С. Быков; Изв. ИМИ УдГУ, 2012, № 1(39), 48-49;
- Оценка точности аппроксимаций оптимального стабилизирующего управления системы с запаздыванием; Д. С. Быков, Ю. Ф. Долгий; Тр. ИММ УрО РАН, 18:2 (2012), 38-47;
- Аппроксимирующие характеристические уравнения для автономных систем дифференциальных уравнений с последействием; Д. С. Быков, Ю. Ф. Долгий; Изв. вузов. Матем., 2011, № 1, 10-23;
- Канонические аппроксимации в задаче оптимальной стабилизации автономных систем с последействием; Д. С. Быков, Ю. Ф. Долгий; Тр. ИММ УрО РАН, 17:2 (2011), 20-34
- Некорректная задача восстановления численности популяции в математической модели Хатчинсона Ю. Ф. Долгий, П. Г. Сурков Тр. ИММ УрО РАН, 17:1 (2011), 70-84;
- Квадратичные функционалы Ляпунова-Красовского для линейных автономных систем с последействием; Ю. Ф. Долгий; Тр. ИММ УрО РАН, 16:5 (2010), 48-56;
- Определители возмущения в задаче построения аппроксимирующих характеристических уравнений для периодических систем с последействием; Ю. Ф. Долгий; Вестн. Удмуртск. ун-та. Матем. Мех. Компьют. науки, 2008, № 2, 42-43;
- К стабилизации линейных автономных систем дифференциальных уравнений с распределенным запаздыванием; Ю. Ф. Долгий; Автомат. и телемех., 2007, № 10, 92-105;
- Применение сингулярных чисел оператора монодромии для нахождения достаточных условий асимптотической устойчивости периодической системы дифференциальных уравнений с постоянным запаздыванием; Ю. Ф. Долгий, Е. В. Ульянов; Тр. ИММ УрО РАН, 13:2 (2007), 66-79;
- Построение аппроксимирующих характеристических уравнений для стационарных систем дифференциальных уравнений с последействием; Ю. Ф. Долгий; Изв. ИМИ УдГУ, 2006, № 3(37), 33-34;
- Использование самосопряженных краевых задач при исследовании устойчивости периодических систем с запаздыванием; Ю. Ф. Долгий; Тр. ИММ УрО РАН, 12:2 (2006), 78-87;
- Периодические колебания в консервативных системах с малым запаздыванием; Ю. Ф. Долгий, А. В. Захаров; Дифференц. уравнения, 41:10 (2005), 1299—1309;
- Достаточные условия экспоненциальной устойчивости решений систем дифференциальных уравнений с запаздыванием; Ю. Ф. Долгий, Е. В. Ульянов; Матем. моделирование и краев. задачи, 3 (2005), 86-89;
- Бифуркационный метод исследования устойчивости решения дифференциального уравнения с запаздыванием; Ю. Ф. Долгий, С. Н. Нидченко; Сиб. матем. журн., 46:6 (2005), 1288—1301;
- Характеристическое уравнение в задаче асимптотической устойчивости периодической системы с последействием; Ю. Ф. Долгий; Тр. ИММ УрО РАН, 11:1 (2005), 85-96;
- Общий вид решения линейной нестационарной системы функционально-разностных уравнений; Ю. Ф. Долгий, Е. В. Кукушкина; Изв. вузов. Матем., 2003, № 7, 27-34;
- Условия конечномерности оператора монодромии для периодических систем с последействием; Ю. Ф. Долгий, В. С. Тарасян; Изв. вузов. Матем., 2003, № 4, 27-39;
- Влияние запаздывания на периодические колебания в консервативной системе; Ю. Ф. Долгий, А. В. Захаров; Тр. ИММ УрО РАН, 9:2 (2003), 21-40;
- Устойчивость периодических функционально-дифференциальных уравнений; Ю. Ф. Долгий; Изв. ИМИ УдГУ, 2002, № 2(25), 43-46;
- Устойчивость периодического решения нелинейного дифференциального уравнения с запаздыванием; Ю. Ф. Долгий, С. Г. Николаев; Дифференц. уравнения, 37:5 (2001), 592—600;
- О периодических решениях системы линейных разностных уравнений с непрерывным аргументом; М. Г. Близоруков, Ю. Ф. Долгий; Дифференц. уравнения, 37:4 (2001), 538—546;
- Об устойчивости периодической системы дифференциальных уравнений с запаздыванием; Ю. Ф. Долгий, С. Г. Николаев; Дифференц. уравнения, 35:10 (1999), 1330—1336;
- Неустойчивость одной периодической системы с запаздыванием; Ю. Ф. Долгий, С. Г. Николаев; Дифференц. уравнения, 34:4 (1998), 465—470;
- Об асимптотике собственных чисел оператора монодромии дифференциального уравнения нейтрального типа с периодическими коэффициентами; Ю. Ф. Долгий, Н. В. Пластинин; Дифференц. уравнения, 32:11 (1996), 1558—1560;
- Асимптотика собственных чисел оператора монодромии для периодических дифференциальных уравнений с запаздыванием; Ю. Ф. Долгий; Изв. вузов. Матем., 1994, № 11, 20-28;
- Продолжение назад решений линейного дифференциального уравнения с запаздыванием как некорректная задача; Ю. Ф. Долгий, Е. Н. Путилова; Дифференц. уравнения, 29:8 (1993), 1317—1323;
- Асимптотика собственных значений оператора монодромии для периодических систем дифференциальных уравнений с отклоняющимся аргументом нейтрального типа; Ю. Ф. Долгий, Н. В. Пластинин; Дифференц. уравнения, 27:9 (1991), 1538—1543;
- К методу функционалов Ляпунова для систем с последействием; Ю. Ф. Долгий, А. В. Ким; Дифференц. уравнения, 27:8 (1991), 1313—1318;
- О спектральных свойствах оператора внутренней суперпозиции; Ю. Ф. Долгий; Изв. вузов. Матем., 1988, № 11, 66-69;
- Свойства оператора монодромии периодической системы дифференциальных уравнений с отклоняющимся аргументом нейтрального типа; Ю. Ф. Долгий; Изв. вузов. Матем., 1988, № 9, 23-29;
- Оценка экспоненциальной устойчивости систем с запаздыванием методом аппроксимирующих систем; Ю. Ф. Долгий, С. Д. Сажина; Дифференц. уравнения, 21:12 (1985), 2046—2052;
- Устойчивость одного уравнения нейтрального типа с переменным запаздыванием; Ю. Ф. Долгий; Дифференц. уравнения, 21:9 (1985), 1480—1489;
- О построении характеристического уравнения для системы дифференциальных уравнений с запаздыванием; Ю. Ф. Долгий; Изв. вузов. Матем., 1977, № 3, 9-19;
- Устойчивость одной системы дифференциальных уравнений с периодическим запаздыванием; Ю. Ф. Долгий, С. Н. Шиманов; Дифференц. уравнения, 9:3 (1973), 560—562;
- Сергей Никанорович Шиманов. (К девяностолетию со дня рождения); В. И. Бердышев, Ю. Ф. Долгий, А. Ф. Клейменов, А. Б. Куржанский, В. И. Максимов, Ю. С. Осипов, В. П. Прокопьев, В. Е. Третьяков, А. Е. Шнейдер; Тр. ИММ УрО РАН, 19:1 (2013), 5-11.